# 水戸黄門 (BS-TBS版)
本項では、BS-TBSにおいて放送されていた時代劇『水戸黄門』（みとこうもん）の武田鉄矢が主演した2017年10月4日から2017年12月6日まで放送された第1シリーズと2019年5月19日から2019年8月11日まで放送された第2シリーズについて記述する。

## 各部の概要

### 第1シリーズ（第44部）東北編
『水戸黄門』（みとこうもん）は、2017年10月4日から2017年12月6日までBS-TBS（2K。4Kは開局前）で放送されていた時代劇・テレビドラマ。主演は武田鉄矢。製作はC.A.L。全10話。

#### ストーリー
- 藩政を譲り、隠居をして晴耕雨読の日々を過ごしていた光圀。その光圀に仕える佐々木助三郎、渥美格之進は忍びに襲われ深手を負った八戸藩藩士・大川新太郎を助けるが手当ての甲斐もなく落命、八戸藩城代家老・梶川修理と将軍御側御用人・柳沢吉保の企みを知った光圀は、大川新太郎の遺志を継ぎ悪事を暴くため八戸に向かって旅立つ決意をする。

#### キャスト

##### レギュラー
- 水戸光圀：武田鉄矢
- 佐々木助三郎：財木琢磨[2]
- 渥美格之進：荒井敦史[2]
- 風車の弥七：津田寛治[3]
- 柘植九郎太：長谷川純[4]
- 詩乃：篠田麻里子（第6話、第8話〜第10話）
- 蛇骨の升六：中村嘉葎雄（第6話、第8話〜第10話）

##### 準レギュラー
- 柳沢吉保：袴田吉彦[4]（第1話〜第2話、第6話、第9話〜第10話）
- 南部直政：石黒英雄（第1話、第10話）
- 古川兵庫：奥深山新（第1話、第2話）
- 大川新太郎：佐野泰臣（第1話、第10話）
- おたえ：佐藤玲（第1話）
- 嘉助：直江喜一（第1話）
- 梶川修理：石橋蓮司[注 1]（第1話、第9話～第10話）
- 鉄羅漢玄竜：小沢仁志（第4話、第5話）

#### スタッフ
- 製作：白石統一郎（企画）
- 企画：小野寺信司
- 脚本：尾西兼一（第1話〜第3話、第6話、第9話～第10話）、大西信行（第4話）、いずみ玲（第5話、第8話）、池田政之（第7話）
- 題字：朝比奈宗源（ノンクレジット）
- 音楽：木下忠司
- プロデューサー：本間信行、須藤安芸子
- 撮影：津田宗幸、山本辰也
- 照明：土井欣也、山中秋男
- 録音：田代博司、近藤義兼
- 美術：小出慧、菊地章雄、吉澤祥子
- 編集：乾栄司、寺田周平
- オンライン編集：長尾泰治（第4話）
- 記録：小川加津子、内藤幸子、山下佳菜
- 殺陣：上野隆三、清家三彦、中村健人
- 助監督：小川岳志、六車雅宣、西片友樹、匂坂力祥
- 整音：和田秀明、桜田佳美
- 音響効果：西垣尚弥
- 衣裳：上田義宏
- 美粧：大村弘二、熊田美和子（松坂担当）（第10話）
- 結髪：広瀬紀代美
- 装飾：石村嘉宏
- 持道具：嶋耕三
- 装置：柴田優
- セット付：弥武真彦、小川哲
- 背景衣裳：伊藤心
- 健具：西村康治
- 撮影助手：湯川達也、杉原典彦、加藤勇人、山口哲史
- 照明助手：宇山智久、川戸貴宏、高田玄鎮、矢尻昌也、山崎博司、土井賢太郎
- 録音助手：近藤義兼、樽見阿尼麻、田代博司
- 衣裳助手：田村菜穂子、藤沢史乃
- 美粧助手：浜頭雄一
- 結髪助手：小池道子、粟野洋子
- 編集助手：長尾泰治、山口健
- 殺陣助手：清家一斗[注 2]
- 助監督：中野広之、喜田川隆義
- 和楽：中本敏弘
- 方言指導：多田ありさ、高村節雄、高村恵子
- スチール：荒川大介
- 演技事務：川口彩都美
- 進行：熊谷千裕、狩野一貴
- 制作主任：伊達知永、井上一成
- 制作担当：森井敦
- プロデューサー補：望月郁果
- ラインプロデューサー：川渕豊喜
- 撮影協力：旧嵯峨御所 大覚寺、真宗大谷派 (東本願寺)、本山 圓満院門跡、落柿舎、井上産業、マイアミ浜オートキャンプ場、ティーウイング、滋賀ロケーションオフィス（第5話）、東映太秦映画村
- 技術協力：JBS（ジャパンブロードキャストソリューションズ）、GIN・ICHI Corp.、RØDE MICROPHONES、TV&Movie
- 美術協力：髙津商会
- 語り：生島ヒロシ
- 制作協力：東映京都撮影所
- 監督：矢田清巳（第1話〜第3話、第9話〜第10話）、藤岡浩二郎（第4話〜第5話）、小川岳志（第6話）、平田博志（第7話〜第8話）
- 製作著作：C.A.L

#### 主題歌
オープニングテーマ
あゝ人生に涙あり
作詞 - 山上路夫 / 作曲 - 木下忠司 / 唄 - 財木琢磨、荒井敦史

#### 解説
- 2011年に終了したパナソニック ドラマシアター枠でのレギュラー放送および2015年の2時間スペシャル特番以来の復活である。
- 今回の復活は、出演者およびスタッフを一新したリブート（基本設定を活かしつつ改めて最初から開始する）版である。リブート版ではあるがパナソニックドラマシアター版をベースとしており、作風の急激な変化を避けている。助三郎・格之進役の財木・荒井は無名ながら将来が期待されるということでオーディションで抜擢されている。監督は、過去シリーズを長年支えてきた矢田清巳をメインに据えつつ、東映京都撮影所のネクストジェネレーションを中心に起用している。
- 主演の武田鉄矢は嘗てナショナル劇場版第20部第16話「男意気地の博多節 -福岡-」（1991年2月25日放送）に丑松役でゲスト出演した。
- メインライターは、2015年の2時間スペシャル特番で初参加した尾西兼一が担当する。尾西が第1話の脚本を担当しているが、その基本となるストーリーは、第1部第1話と似ている箇所が多くある。まず、格之進が子供に手習いをし、助三郎が料理をするのだがうまくいかず、これに不満を爆発させて、格之進に大声で不満をぶつけているところへ光圀が出くわすシーン、武士から町民姿にさせられることへ抵抗する助三郎など。弥七の登場も、第1部第1話では天井裏からであったが、本作においては、竹藪から登場した。登場の仕方こそ違え、弥七を不審者扱いする助三郎・格之進に対し、腹心である旨を光圀から告げられる流れなども、おおよそ同じ展開である。
- 題字は引き続き朝比奈宗源（ノンクレジット）、音楽は木下忠司が担当する。主題歌の「あゝ人生に涙あり」は財木・荒井が歌う新アレンジであり、三つ葉葵はこれまでとは違い、文様が浮き上がる形に細工したものが使われている。三つ葉葵のアイキャッチはこれまで番組パートの最後に入っていたが、今回は最初に入っている。また、ナショナル劇場版第28部・第31部から第36部、『大岡越前』『江戸を斬る』などのフォーマットにのっとり、最初に簡単な展開があってからオープニングに入っている。
- ナショナル劇場版第19部（1989年）から長年プロダクションで制作協力していた東映太秦映像が2016年9月に東映と合併して消滅し東映京都撮影所と統合したため、今作からは東映京都撮影所の制作協力となっている。
- 第1話ゲストの佐野泰臣は、武田主演の『3年B組金八先生』第4シリーズから、星野真里とともに武田演じる坂本金八の長男・幸作役としてキャスティングされ、以降シリーズ終了まで共演している。佐野と武田の共演はそれ以来となる。歴代「金八ファミリー」からは、第2シリーズで3B生徒・加藤優役を演じた直江喜一が第1話に[4]、第5シリーズから第8シリーズで遠藤先生（理科）役を演じた山崎銀之丞が第6話に、第2シリーズで3B生徒・迫田八重子役を演じた川上麻衣子が第8話に、全シリーズで大森巡査役を演じた鈴木正幸が第10話にゲスト出演している。また第9話には、番組スポンサーの1つである高須クリニック院長の高須克弥が出演した[5]。
- 第3話で、クレジットされていないが、荒井敦史が一人二役を演じているシーンがある。
- 数多くの時代劇斬られ役常連の福本清三が第4話で浪人役として登場しているが、ノンクレジット。他にも第1話では役人役、第6話では捕り方役、第10話にも登場している。また、第2シリーズ（第45部）九州編第4話「幸福の五月幟	-延岡-」（2019年6月16日放送）にも登場している。福本は以前のナショナル劇場・パナソニック シアター版でも供侍や地廻りの手下等の端役で頻繁に出演回があるが多くはノンクレジット。詳細な出演回については「福本清三#テレビ作品」を参照。
- 第8話ゲストの石倉三郎は、武田が自身の母親役で主演した舞台「母に捧げるバラード」「母に捧げるラストバラード」において、武田の父親・義元役で共演している。
- 今回の黄門の旅のルートは東北の太平洋側であり、東日本大震災からの復興の途にある東北の地の郷土名産品や伝統文化を紹介する旅にもなっている。第1話では、いわき市伝統の踊りを実際に踊ってもらうため、現地から直接京都の撮影所に来てもらい、踊りを披露してもらった。また、越後のちりめん問屋の正体を知って頭を下げるというエキストラ出演も併せて行われた。
- 第1話と第10話では、オリジナル版で使用されたBGMが流された。

#### 史実との相違
- 他の時代劇にも見られるため水戸黄門のみの話ではないが、「藩」や「藩主」といった名称は後世のものであり、江戸時代においてはそのような呼称は用いない。
- 柳沢吉保が登場するが、実際の光圀隠居時には保明と名乗っており、吉保を名乗るのは光圀没後の1701年である。
- 八戸藩主・南部直政が将軍御側御用人として登場するが、将軍御側御用人を務めていたのは1689年までで、光圀隠居時には退いている。

劇中では、第10話で梶川修理の悪事の責任を取り、直政が将軍御側御用人を辞退している。
- 第5話で郡奉行が登場するが、実際には4代将軍徳川家綱の代に廃止となっており、郡代がそれと似た職掌としておかれていた。

#### 地上波での遅れネット
TBSをはじめとする一部同系列局では、遅れネットを順次放送しており、キー局TBSの場合、2019年4月7日から毎週日曜4時10分 - 5時の50分枠（TBSの日曜早朝枠の編成の都合により、放送時間を20 - 30分繰り上げる日もあり。）で放送している。
また系列外の秋田放送でも、かつて「ナショナル劇場・パナソニック ドラマシアター」が遅れネットされて水戸黄門は秋田県民にも馴染み深いことから、2019年6月11日から平日15時54分からの「ヨンドラ」枠で集中放送された。

#### CS放送局での放送
CS放送「スカパー!」の時代劇専門チャンネルにて2019年7月4日から放送開始している。

#### 再放送
- 2018年3月5日から3月16日までと2020年3月18日から3月31日までBS-TBSで放送された。また、2025年1月3日に第1話のみが放送される予定。

### 第2シリーズ（第45部）九州編
『水戸黄門 第2シリーズ』（みとこうもん だい2しりーず）は、2019年5月19日から2019年8月11日までBS-TBS（2K）・BS-TBS4Kで放送の時代劇・テレビドラマ。製作はC.A.L。全10話。

#### ストーリー
- 東北の旅から戻り、再び晴耕雨読の日々を過ごしていた光圀だったが、福岡藩の儒学者・貝原益軒から宮崎安貞が40年かけて書いた「農業全書」が世に出るとの文が届いた。実物を見てみたいと思った光圀は九州に旅立つことを決める。

#### キャスト

##### レギュラー
- 水戸光圀：武田鉄矢
- 佐々木助三郎：財木琢磨
- 渥美格之進：荒井敦史
- 風車の弥七：津田寛治
- 詩乃：篠田麻里子
- 吉姫：吉本実憂
- 渡辺大智：志賀克也

##### 準レギュラー
- 柳沢吉保：袴田吉彦（第1話、第9話）
- おたえ：佐藤玲（第1話）
- 嘉助：直江喜一（第1話）
- 細川綱利：国広富之[注 11]（第1話、第9話）
- 清水勘解由：寺田農（第1話〜第2話、第7話、第9話）
- 大友源太：飯島寛騎（第1話、第9話）
- 宮崎安貞：泉谷しげる（第2話、第10話）
- 桜井五郎蔵：川村進（第8話、第9話）

#### スタッフ
- 製作：白石統一郎（企画）
- 企画：小野寺信司
- 脚本：尾西兼一（第1話～第2話、第7話～第10話）、いずみ玲（第3話、第5話）、池田政之（第4話）、横山一真（第6話）
- 題字：朝比奈宗源（ノンクレジット）
- 音楽：木下忠司
- プロデューサー：本間信行、須藤安芸子、中川裕規
- 撮影：津田宗幸ほか
- 照明：土居欣也ほか
- 録音：四方裕幸ほか
- 美術：松下ゆかりほか
- 編集：乾栄司
- オンライン編集：奥村祐介
- VFX：平興史
- 記録：中野保子ほか
- 殺陣：上野隆三、清家三彦
- 助監督：中川裕介ほか
- 整音：和田秀明ほか
- 音響効果：田代博司ほか
- 衣裳：熊田美千代
- 美粧：大村弘二
- 結髪：広瀬紀代美
- 装飾：石村嘉宏
- 持道具：嶋耕三
- 装置：北崎浩之
- セット付：弥武真彦
- 背景塗装：伊藤心
- 建具：西村康治
- 撮影助手：今西貴充、杉原典彦、恵藤学
- 照明助手：川戸貴宏、宇山智久、村上将也
- 録音助手：細井嘉雄、江藤有紀
- 衣裳助手：田村菜穂子ほか
- 美粧助手：浜頭雄一ほか
- 編集助手：長尾泰治ほか
- 殺陣助手：清家一斗
- 助監督：中野広之、加藤千尋
- 和楽：中本敏弘
- 方言指導：竹本和正
- スチール：荒川大介
- 演技事務：進藤盛裕
- 進行：井上一成
- 制作主任：伊達知永
- 制作担当：森井敦
- 制作デスク：望月郁果、金沢麟
- 撮影協力：旧嵯峨御所 大覚寺、真宗大谷派 (東本願寺)、本山 圓満院門跡、落柿舎、東映太秦映画村
- 技術協力：JBS
- 美術協力：高津商会、山崎かつら
- 語り：生島ヒロシ
- 制作協力：東映京都撮影所
- 監督：矢田清巳（第1話、第3話、第6話～第7話、第9話～第10話）、西片友樹（第2話）、匂坂力洋（第4話）、酒井信行[注 12]（第5話、第8話）
- 製作著作：C.A.L

#### 主題歌
オープニングテーマ
あゝ人生に涙あり
作詞 - 山上路夫 / 作曲 - 木下忠司 / 唄 - 財木琢磨、荒井敦史

#### 解説
- 前作に引き続き歴代「金八ファミリー」がゲスト出演し第2シリーズで3B生徒・加藤優役を演じた直江喜一、第7シリーズで3B生徒・麻田玲子役を演じた福田沙紀、第5シリーズから第7シリーズまで田中ケアセンター長役を演じた堀内正美が第1話に出演している。
- 主演・武田のバンド「海援隊」が上京するきっかけを作った泉谷しげるが宮崎安貞役で第2話から出演する。
- 第4話にゲスト出演した浅野温子は、1991年にフジテレビ系で放送されたトレンディドラマ「101回目のプロポーズ」で武田と共演(ダブル主演)した。

#### 放送休止
- 6月9日 - FIVBバレーボールネーションズリーグ2019・男子「日本×イラン」（解説：山本隆弘）。
- 7月21日 - SAMURAI BASEBALL『カープ×ジャイアンツ 〜マツダスタジアム』（解説：槇原寛己）。
- 8月4日 - 不明

### 連動番組
『水戸黄門直前ナビ このあとスタート!放送直前SP』
第1シリーズ第1話放送開始前の18時00分 - 19時00分に、直前特番が放送された。
7月の撮影開始（クランクイン）の様子、武田・財木・荒井・津田の各人それぞれの立場での、国民的作品に臨む重圧・苦悩・意気込みについて語られている。
『弥七が行く!東北のいま』
各回の舞台となった東北各地の郷土芸能や郷土料理を紹介する番組。
ナレーションを弥七役の津田寛治が担当。設定上は弥七が担当していることになっており、弥七の口調であるほか、毎回「風車の弥七です」と自己紹介している。
本編で光圀を演じる武田鉄矢がボーカルを務める海援隊の「なつかしき風来坊」がテーマ曲として使用されている。

## 舞台
武田鉄矢・コロッケ特別公演 第1部『水戸黄門』
第2シリーズの放送開始を控えた2019年5月5日から同シリーズ第2話放送2日後の5月28日にかけて、福岡県福岡市にある演劇専用劇場「博多座」の開場20周年を記念して製作された。
武田と、ものまねタレント・コロッケのダブル主演で、世界観こそドラマから引用しているものの物語と演出は喜劇として仕上げられている。出演者・登場人物も光圀（武田）・助三郎（財木）・格之進（荒井）を除き全員オリジナルとなっているが、風車の弥七（津田）が声の出演で登場するほか、ドラマ同様に生島ヒロシが語りを務める。
この作品における光圀の旅先は、第2シリーズの放送にも合わせ（公演地でもある）福岡という設定になっている。
一方、第2部は「武田鉄矢×コロッケ×海援隊 スペシャル オン・ステージ」と題して、海援隊の歌・武田のトーク・コロッケのものまねを中心としたバラエティショーを上演した（構成・演出：宮下康仁）。
- 脚本：池田政之
- 演出：金子良次
- 公演期間：2019年5月5日 - 2019年5月28日
- 公演会場：博多座
- 出演
  - 水戸光圀：武田鉄矢
  - 佐々木助三郎：財木琢磨
  - 渥美格之進：荒井敦史
  - 女隠密：MINA
  - お豊：横山由依[10][11]
  - 美代：伊東ゆかり
  - 大造（偽格さん）：吉田メタル
  - 夢之丞（偽助さん）：谷山知宏
  - 余一（偽黄門）：コロッケ